# Russellville (Kentucky)
Russellville ist County Seat von Logan County im Südwesten des US-Bundesstaates Kentucky. Das U.S. Census Bureau hat bei der Volkszählung 2020 eine Einwohnerzahl von 7164 ermittelt.

## Geographie
Die Stadt erstreckt sich über ein Areal von 274,6 km² und liegt in einer Höhe von 181 m ü. d. M.

## Geschichte
Russellville wurde 1810 begründet. Im Sezessionskrieg versuchte Kentucky durch eine Proklamation am 20. Mai 1861 seine Neutralität zu wahren. Als Südstaatentruppen im Süden und Osten Kentuckys einmarschierten, organisierten Anhänger der Konföderation ab dem 18. November 1861 eine Versammlung in Russelville, die mit George W. Johnson einen konföderierten Gouverneur wählte. Wenige Tage später mussten die konföderierte Regierung nach Hopkinsville flüchten. Die Mehrheit in Kentucky ergriff nach dem Rücktritt von Gouverneur Beriah Magoffin jedoch Partei für die Union.

## Persönlichkeiten
- Wilkinson Call (* 1834 in Russellville; † 1910 in Washington D.C.), Politiker